# Hušbišag
Hušbišag je bila sumerska boginja podzemnega sveta. Bila je žena boga Namtarja in mati hčerke Hemdikug.

## Sklica
1. ↑  Dina Katz (april 2003).  The image of the etherworld in the Sumerian sources. CDL Press. ISBN 978-1-883053-77-2. Pridobljeno 1. junija 2012.
2. ↑  A.R. George (2003). The Babylonian Gilgamesh Epic: Introduction, Critical Edition and Cuneiform Texts. Oxford University Press. str. 129–. ISBN 978-0-19-927841-1. Pridobljeno 1. junija 2012.